# Vasutas stadion (Szeged)
A Vasutas-stadion (szintén gyakran használt nevén SZVSE Stadion) egy szegedi sportlétesítmény. A stadion igen frekventált helyen, a Budapest felé vezető Kossuth Lajos sugárút és a Vásárhelyi Pál utca kereszteződésében épült 1936-ban. A létesítmény kifejezetten jó közlekedési kapcsolatokkal rendelkezik, két városi villamosvonal, több helyi és helyközi buszjárat is érinti, illetve közvetlen közelében található Szeged-Rókus pályaudvar is.
Az SZVSE-pálya bonyolult tulajdoni viszonyokkal bír. A létesítmény eredeti tulajdonosa az SZVSE-nek otthont adó nagyvállalat, a MÁV volt, amelyről a rendszerváltás idején a stadion telkét leválasztották és a Kincstári Vagyoni Igazgatóság vagyonkezelésébe került. A KVI 1997-ben a területet 15 évi elidegenítési tilalommal megterhelve az SZVSE tulajdonába adta, az elidegenítés tilalma 2012-ben járt le. Nem kerültek ugyanakkor az SZVSE-hez a területen található építmények; a sportcsarnokok, lelátók továbbra is a vasúttársaság tulajdonában álltak.
Az SZVSE stadionját az 1930-as években építették, helyét korábban a Búvár-tó egy szeglete töltötte ki. A pálya a második világháború idején mutatkozott be az élvonalban, elsőként 1941-ben játszottak itt NB1-es mérkőzéseket. Hosszú kihagyás után az 1984-85-ös szezonban szerepelt újból élvonalbeli csapat a stadionban, a SZEOL AK hazai stadionjaként szerepelt, amíg saját létesítményét felújították.
2007-ben az egyesület bejelentette, hogy megválna a stadiontól, a létesítmény helyén pedig egy másik labdarúgó stadiont, vagy nem sportcélú létesítményt építenének. Alig néhány héttel később a SZVSE közgyűlése meg is kezdte az egyezkedést a SZEVIÉP-pel. A SZVSE és a SZEVIÉP tulajdonában álló pálya cseréjére alapozott üzleti konstrukció nem valósult meg, a létesítmény pedig lényegi változtatás nélkül megmaradt. A következő években már maga a SZVSE csapata sem itt játszotta mérkőzéseit, a stadion pedig igen lepusztult állapotba került, igaz még így is Szeged legjobb állapotú nagy sportlétesítménye maradt. A Szeged 2011 focicsapatának megalapítása után itt kezdte játszani NB2-es hazai mérkőzéseit, így a pálya újból rendszeres használatba került. A stadiont közösségi összefogással az MLSZ által megkívánt állapotba hozták, a mérkőzések alkalmával nagyobb számú nézőt vonzott. 2012-ben a SZVSE saját, megyei első osztályú csapata is visszatért a stadionba, amely így egy rövidke szezonra két egyesület otthona lett. 2013 nyarán ebben a stadionban zajlott le a szegedi labdarúgás sokadik bukását eredményező osztályozó mérkőzés: a Kisvárda elleni meccset a szegedi szurkólók agresszív magatartása miatt többször is meg kellett szakítani; a vereség után a Szeged 2011 vezetése bejelentette, hogy a harmadosztályba kiesett csapat elköltözik a városból.
A stadion fő lelátója a pálya délnyugati, Pulz utcára néző oldalán foglal helyet. A fő lelátó fedett, rajta 2000 ülőhely található. A pálya északkeleti oldalán egy töltésre épített kisebb méretű lelátórész foglal helyet, amelynek műszaki állapota igen leromlott, az itt zajló NB2-es mérkőzések idejére a szegedi csapat szurkolói tették nézők fogadására alkalmassá. A két elkülönült lelátórésznek nincs pontos ülőhelyszáma, a stadion becsült befogadóképessége 5000 fő körüli. A labdarúgó pályát salakos futópálya veszi körbe, a sportteret pedig minden oldalon kerítés választja el a nézőtértől.